# Tigriagrion aurantinigrum
Tigriagrion aurantinigrum – gatunek ważki z rodziny łątkowatych (Coenagrionidae); jedyny przedstawiciel rodzaju Tigriagrion. Występuje w Ameryce Południowej; stwierdzony w Brazylii, Boliwii, Paragwaju i północnej Argentynie.